# Villa Malenchini (Parma)

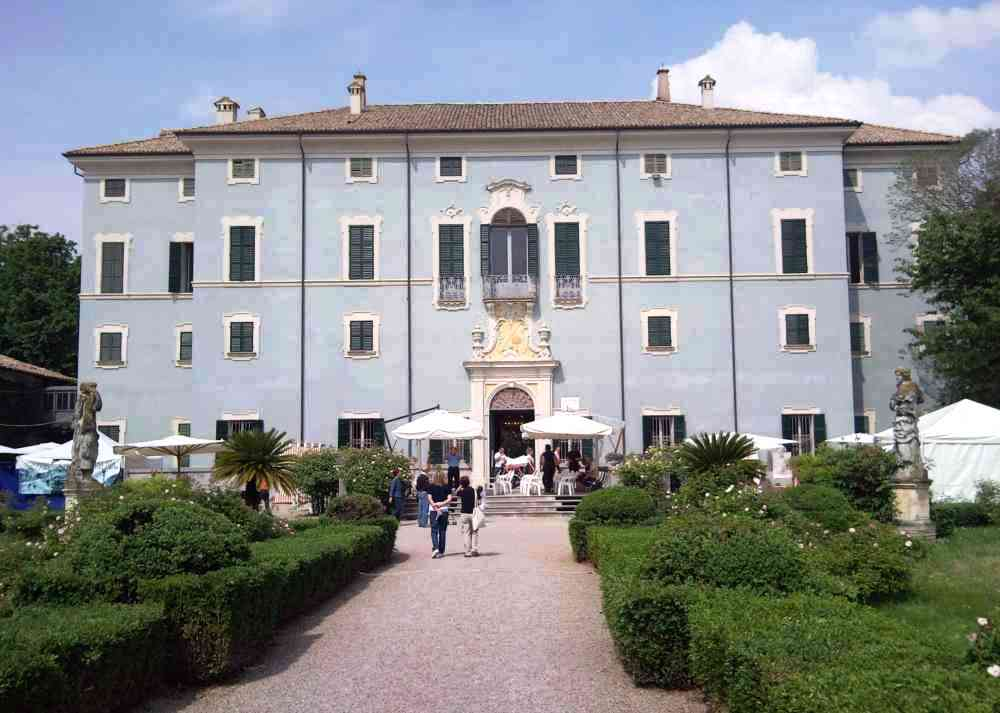
Hauptfassade der Villa Malenchini in Carignano (Parma)

Die Villa Malenchini ist ein barockes Landhaus aus dem 16. Jahrhundert im Ortsteil Carignano der Stadt Parma in der italienischen Region Emilia-Romagna. Es liegt in der Strada Cava in Vigatto.

## Geschichte
Der mittlere Baukörper stammt aus der zweiten Hälfte des 16. Jahrhunderts, während die beiden Seitenflügel Anfang des 19. Jahrhunderts angebaut wurden. Das Landhaus ließen die Markgrafen Lampugnani, eine Adelsfamilie aus Mailand, die ab 1650 Lehensnehmer von Carignano und Felino waren, erbauen. Mit der Dekoration der Innenräume wurde der Maler Cesare Baglioni betraut. Ende des 17. Jahrhunderts kaufte Giuseppe Cervi das Anwesen; er ließ die Villa verschönern und den Park erweitern, indem er umliegende Grundstücke zukaufte. Nach seinem Tod erbten es seine Schwestern Francesca und Rosa. Rosa heiratete den Adligen Giuseppe Maria Corradi, wodurch die Familie Corradi-Cervi entstand. 1808 fiel das Landgut an die Familie Zileri: An Camillo (1764–1848) und seinen Bruder Alessandro, der 1820–1823 Bürgermeister von Vigatto war. Danach kaufte es Camillo Zileri-Dal Verme (1805–1876), der 1836 von Marie-Louise von Österreich zum Grafen erhoben wurde. Nach seinem Tod erbte sein Sohn Camillo (1830–1896) die Villa. Um 1878 kaufte der Markgraf Monticelli aus Genua das Landhaus und vier Jahre später fiel es an einen weiteren Genueser, Lodovico Peirano. Dessen Erbe, Enrico Amilcare, verkaufte die Villa an den Grafen Edilio Raggio, der sie seiner Tochter Fortuny, die 1895 den Markgrafen Luigi Malenchini aus Livorno heiratete, zur Hochzeit schenkte.
Auch heute noch gehört das Anwesen der Familie Malenchini. Zurzeit wird es für Hochzeitsfeste und kulturelle Veranstaltungen genutzt. Am 8. und 9. Mai 2010 fand dort die fünfte Ausgabe der Gastronomieveranstaltung „De Gustibus“ statt, die eine Ausstellung unveröffentlichter Zeichnungen aus dem 17. Jahrhundert enthielt, die zu dieser Gelegenheit von der Biblioteca Palatina zur Verfügung gestellt wurde.

## Beschreibung

### Innenräume
Der Haupteingang besteht aus einem fein eingerichteten und dekorierten Flur, von dessen Seiten die beiden Blöcke von Räumen im Erdgeschoss abzweigen. Alle Verzierungen der Räume wurden vom Maler Cesare Baglioni geschaffen, der sowohl die Fresken der Wände als auch die der Decken gestaltete. Die Zimmer sind mit vergoldeten Rahmen, Spiegeln und großen Leuchtern verziert, während die Böden aus Marmor sind. Die zeitgenössische Möblierung macht die Räume noch schließlich noch wertvoller.

### Park

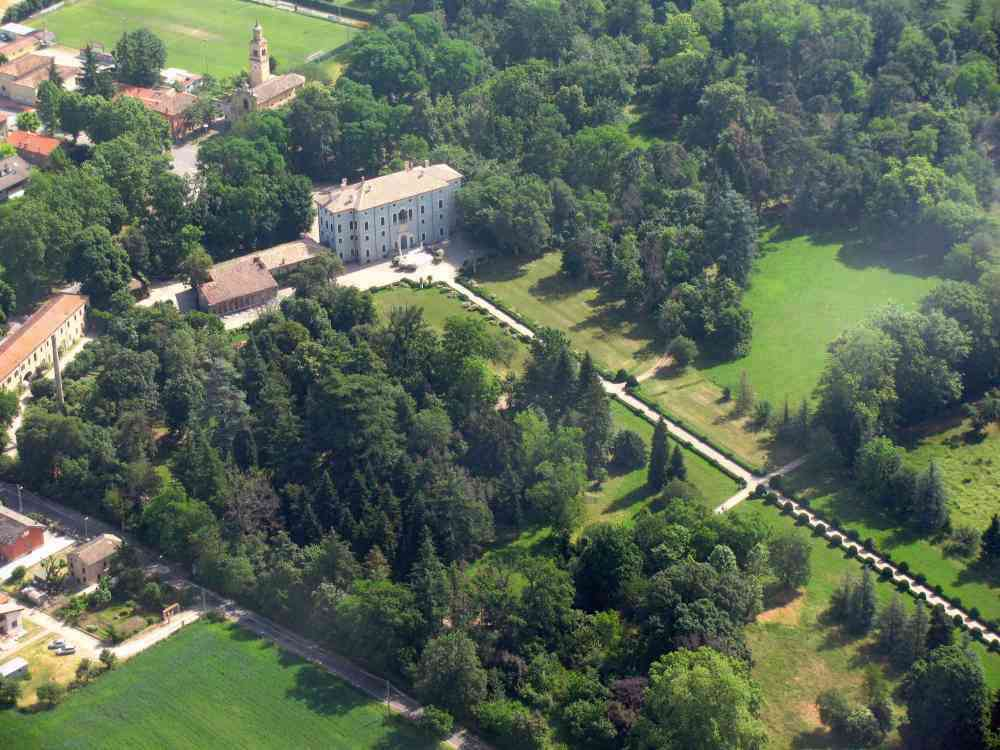
Luftbild des Parks der Villa Malenchini

Das Landhaus ist von einem Park umgeben, der sich nach Süden in Richtung Felino ausdehnt und eine Allee mit 1,5 Kilometer Länge in der Mitte, flankiert von Hecken, die entweder halbrund oder kubisch geschnitten sind, besitzt. Am Ende des Parks setzt sich die Allee mit einer Doppelreihe von Pappeln fort, die einen Blick auf die Hügel von Felino in der Ferne mit dem Castello di Felino in der Mitte zulassen. Der etwa 15 Hektar große Park enthält Bäume vieler Arten: Eichen, Hainbuchen, Eschen, Erlen, Kastanien, Linden, aber auch Platanen, Zedern, Soforen, Tannen, Paulownien. Die Alleen des Parks zieren eine Kapelle, eine künstliche Quelle aus Stein, ein barockes Nymphäum und ein Teich mit einer kleinen Insel, auf der eine Kopie der Rocca Sanvitale von Fontanellato steht.